# Olav Bø
Olav Bø, född 19 maj 1918 i Bygland, död 26 juli 1998 i Bærum, var en norsk folkminnesforskare.
Bø blev filologie kandidat 1950 och filosofie doktor 1955. Han var i flera år förste arkivarie vid Institutt for folkeminnevitenskap vid Universitetet i Oslo; han utnämndes till docent 1970 och tjänstgjorde som professor från 1974 till 1988.
Bø författade bland annat Heilag Olav i norsk folketradisjon (doktorsavhandling, 1955), Stev (1957), Norsk skitradisjon (1966), Vår norske jul (1970), Folkemedisin og lærd medisin (1972), Høgtider og minnedagar (1985) och På ski gjennom historia (1992).